# Тесівська вузькоколійна залізниця
Тесівське транспортне управління (рос. Тёсовское транспортное управление) — одне з найбільших торфопідприємств СРСР, яке перебувало в селищі Тесів-Нетильський (рос. Тёсово-Нетыльский) Новгородського району, Новгородської області. Було підпорядковане Тесівському транспортному управлінню, де знаходилась велика мережа вузькоколійних залізниць торфовозного призначення з шириною колії 750 мм.
Тесівське підприємство довгий час було одним з найбільш передових підприємств у торф'яній галузі. Пізніша назва — Тесівське підприємство промислового залізничного транспорту (рос. Тёсовское предприятие промышленного железнодорожного транспорта). При реформуванні торфопереробного комплексу у 1991—92 рр. Тесівське транспортне управління було ліквідовано, а весь рухомий склад разом з колійним господарством був переданий ТППЗТ.

## Історія
Дата відкриття першої ділянки: 1939 року в селищі Тесів-Нетильський була побудована вузькоколійка довжиною близько 30 км для вивезення фрезерного торфу та гідроторфу з боліт в районі озер Тігода, Бебра, Кельяжське. У 1930-х роках на півночі Новгородської області у Приільменській низовині в болотистій місцевості, що носила ім'я Тесів, почався видобуток торфу. Там з'явилися нові поселення торфорозробників, які потім були об'єднані в одне селище — Тесів-Нетильський. Для вивезення торфу була побудована вузькоколійка з паровою та мотовозною тягою. Навколо озера Тігода були побудовані робочі селища, видобутий торф планувалося доставляти на ГРЕС-8 у Невдубстрої і ТЕЦ-5 в Ленінграді, але почалася Друга світова війна. Під час війни тут проходила лінія оборони і більша частина торфорозробок була окупована збройними силами вермахту. Після закінчення війни вузькоколійка в найкоротші терміни була відновлена, торф перевантажували у вагони широкої колії і по існуючій з 1926 року залізничній гілці Новолісіно — Новгород відправляли споживачам.
Зі збільшенням кількості видобутого торфу і відкриттям нових торфопідприємств у 1951 році було засноване Тесівське транспортне управління (ТТУ), яке займалось перевантаженням і транспортуванням торфу вузькоколійною залізницею. У середині 1950-х років почалося будівництво робочих селищ Тесів-2 та Тесів-4, в яких також були побудовані типові депо. На станції Тесів-1 (вона ж Тесів-Нетильський) були побудовані естакада для перевантаження торфу, локомотивно-вагонне депо. На залізниці впроваджувалась світлофорна сигналізація, радіозв'язок на локомотивах. По вузькоколійці було організовано пасажирський рух до селища Тесів-2, основу локомотивного парку становили паровози.
До 1970 року була проведена повна реконструкція вузькоколійки — у колію укладали залізобетонні шпали, на стрілках встановлювали електроприводи. На залізниці впроваджувалися нові колійні та торфовидобувні машини, в місцевому конструкторському бюро розроблявся новий рухомий склад, на вузькоколійці з'явилися тепловози ТУ4 і ТУ7. Вивезення торфу досягло величезних масштабів, торфопідприємства працювали цілодобово, з полів вивозилося більше десятка складів з торфом по 30 та більше вагонів кожний, зі станції Рогавка йшло близько 12 потягів широкої колії. В усій системі ТТУ в цілому було задіяно більше 30 тепловозів та мотовозів.

### Сучасний стан

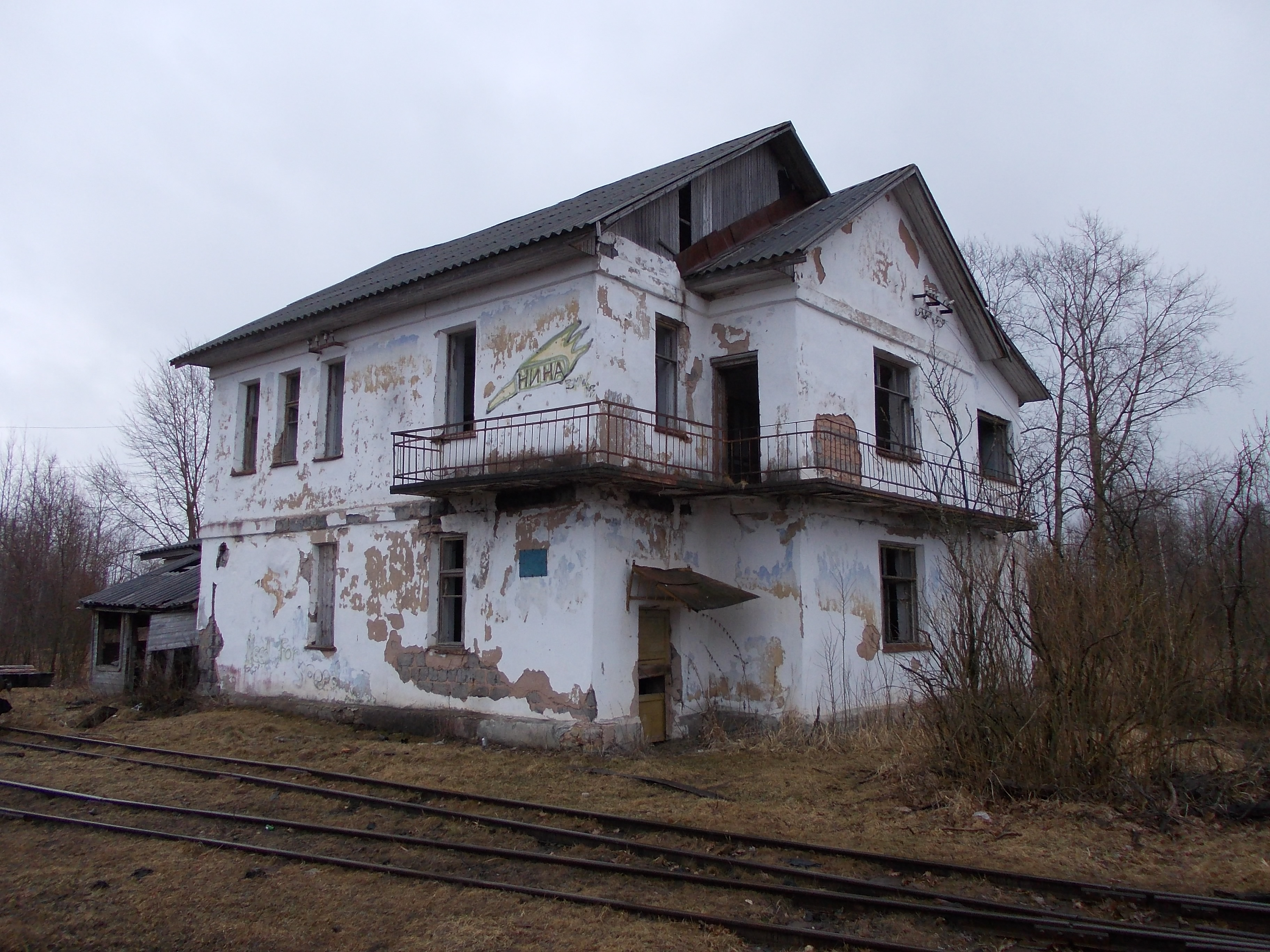
Будівля диспетчерської ВЗ у квітні 2015 року.

Після перебудови Тесівське ТУ, як і багато інших підприємств Росії, було ліквідоване, а все майно передане декільком новим торфопідприємствам. Переломним для життя вузькоколійки став 1994 рік — головні споживачі відмовилися від торфу, його видобуток впав практично до нуля і вивозили його лише для потреб селищних котелень. Рухомий склад почали продавати або різати на металобрухт, майже 200-кілометрову вузькоколійну систему теж здали в металобрухт. Була розібрана колія на Тесів-4, а у 1995 році припинився рух на Тесів-2. У 2002 році була демонтована колія. Після декількох років відокремленої роботи, торфопідприємства Тесів-2 і Тесів-4 були ліквідовані.
Нині діє тільки торфопідприємство Тесів-1. З середини 2010-х років знову виник інтерес до торфу як палива, і добрива для сільського господарства — і це стало шансом на збереження і розвиток Тесівської вузькоколійки.
На 2015 рік протяжність магістрального ходу вузькоколійної залізниці становить близько 16 км, під'їзних, станційних колій і тупиків — близько 9 км. Вивезення торфу проводиться регулярно.

## Рухомий склад

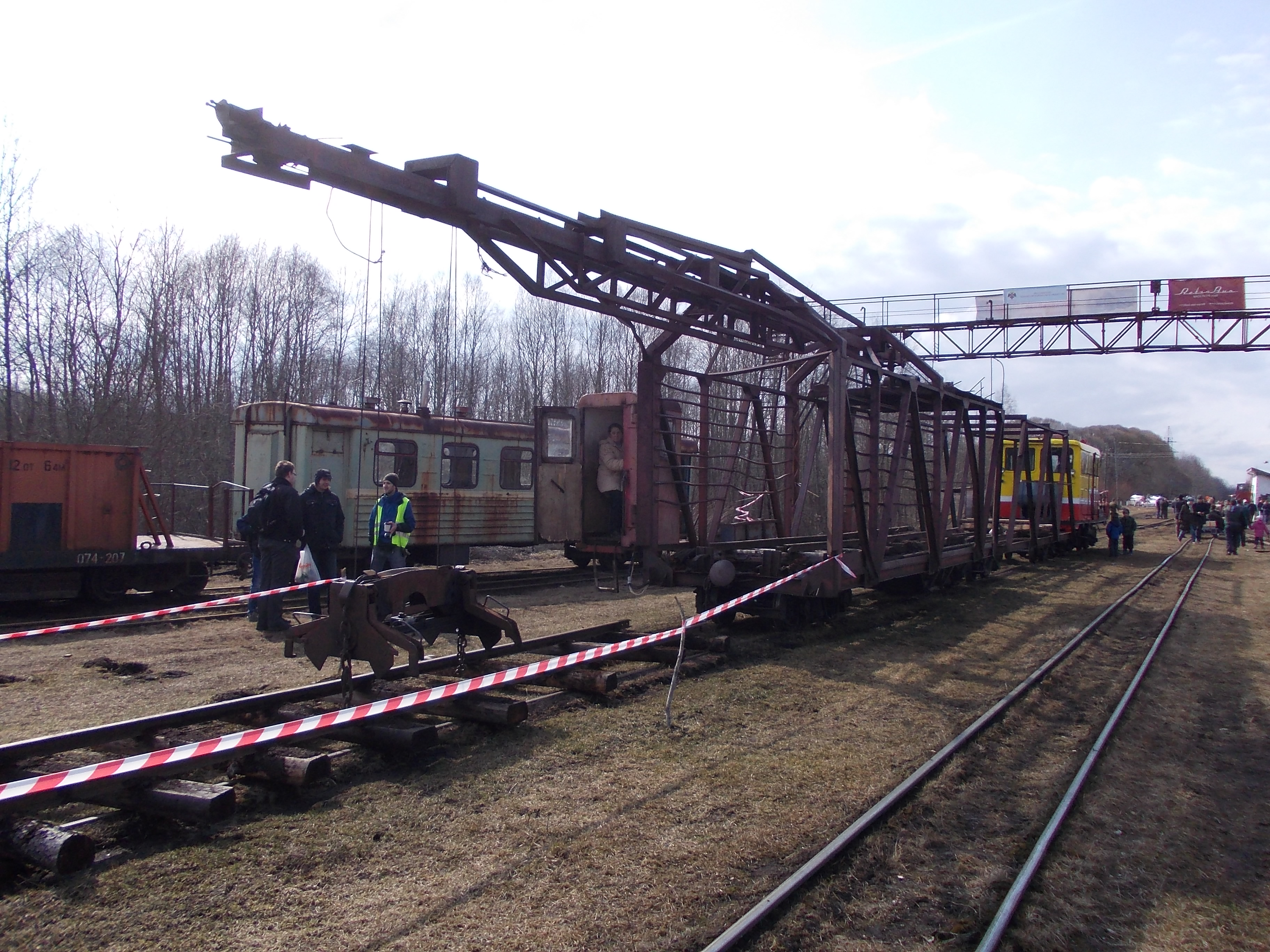
Демонстраційна робота колієукладача ППР2МА.

### Локомотиви
- ТУ6П — № 0050
- ТУ6А — № 3723
- ЕСУ2А — № 179, 709 (обладнана снігоочисним валиком).

### Вагони
- Вагони-цистерни різних моделей, у тому числі чотири робочих ВЦ-20, дві ВЦ-20 без колісних пар та три ВЦ-10, дві з яких знаходяться в складі пожежного поїзду[2].
- Хопери-дозатори
- Вагони-платформи
- Піввагони для торфу складають основу парку ВЗ, тут налічується близько 20 таких вагонів у робочому стані.
- Пасажирські вагони ПВ40
- Вагон-транспортер для перевезення великогабаритної торфовидобувної техніки.

### Колійні машини
- Плужний снігоочисник
- Колієукладачі ППР2МА

## Музей Тесівської ВЗ
20 серпня 2014 року групою ентузіастів на базі ТТУ був створений музей Тесівської ВЗ. Головна місія музею — збереження пам'яті про вузькоколійні залізниці Росії, які багато в чому були основою для підйому економіки в радянські часи. У власності музейної групи — знову збудована ділянка шляху довжиною близько 200 метрів.

### Діяльність музею
- Кілька разів на рік проводяться екскурсії з Санкт-Петербургу на автобусі Ikarus-256 організації «Retro-bus»[6].
- З 2013[7] року проводиться фестиваль військово-історичної реконструкції «Забутий Подвиг — Друга Ударна армія»[8], поєднаний з фестивалем вузькоколійної техніки. Захід проводиться за участі військово-історичних клубів з усього СНД[9][10].

### Колекція музею

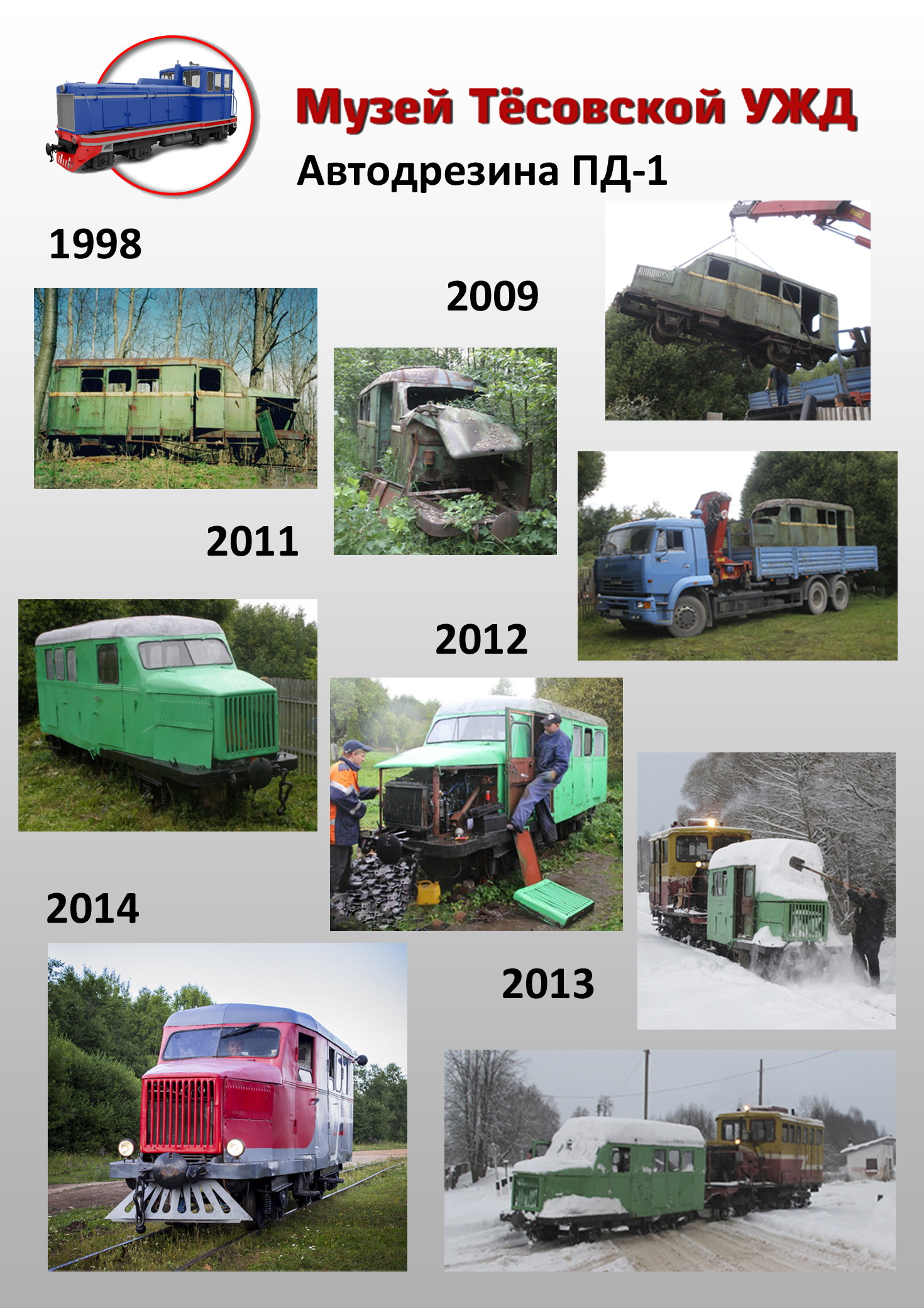
Пасажирська автодрезина ПД-1

#### Локомотиви
- Тепловоз з гідропередачею ТУ4-1030 — потребує капітального ремонту[11].
- Тепловоз з гідропередачею ТУ4-2630 — відремонтований, перевезений з розібраної ВЗ Ранцевського торфопідприємства[12].

#### Дрезини
- Пасажирська автодрезина ПД1 — доставлена з розібраної ВЗ в Реполці, відновлена з металобрухту[13].
- Мотодрезини ТД-5у — 3 моторних, 5 причіпних, з яких одна переобладнана в макет бронедрезини для військово-історичних реконструкцій[14].

#### Вагони
- Пасажирський вагон ПВ40[15]
- Хопер-дозатор моделі 42-074
- Вагон-їдальня ВС-1 на базі ПВ40[16]

Музей і торфопідприємство активно співпрацюють: техніка торфопідприємства виставляється на заходах, що проводяться музеєм, працівники та волонтери музею виконують поточні дрібні ремонти техніки та колійного господарства торфопідприємства.

## Цікаві факти

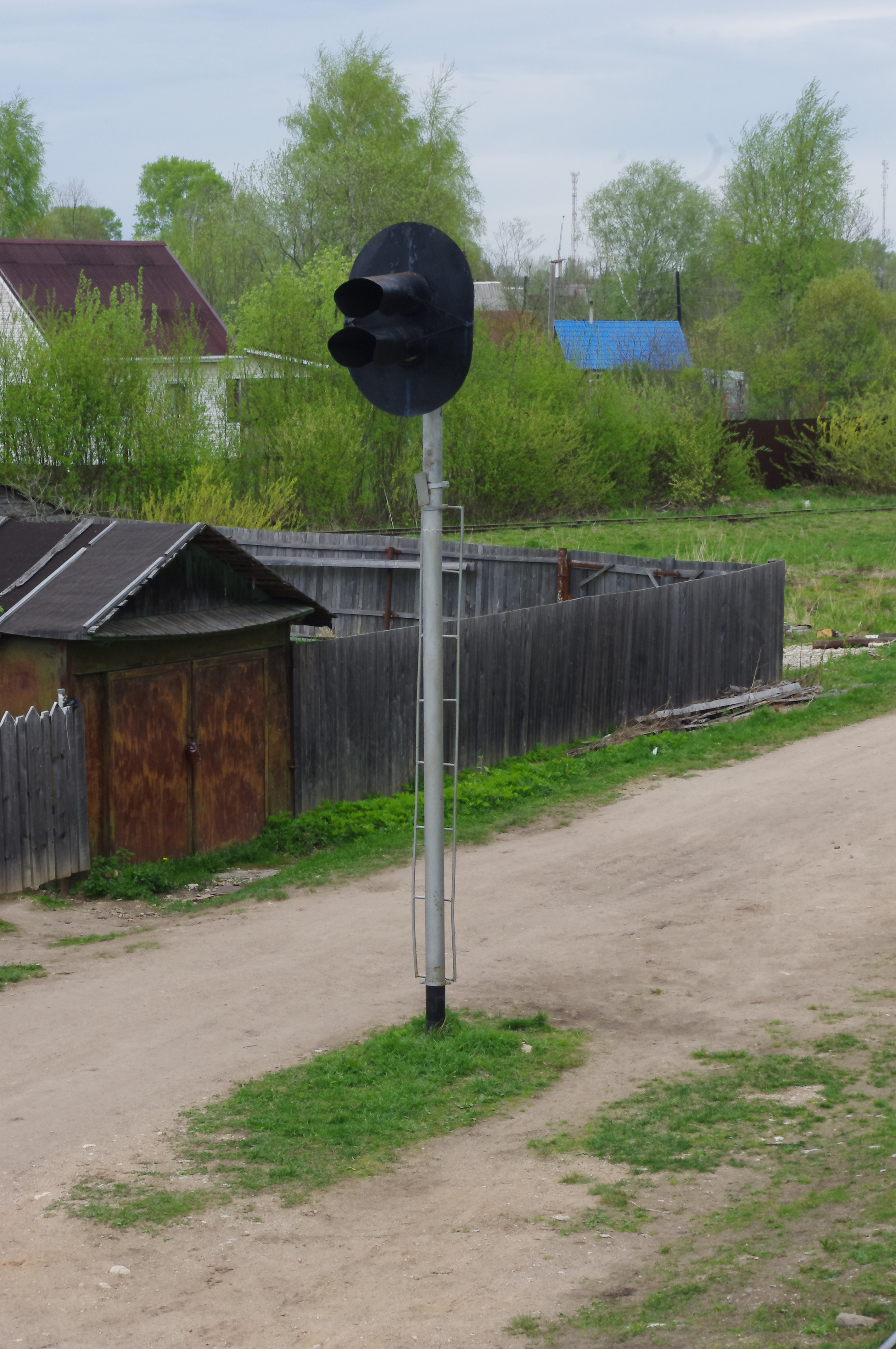
Вхідний світлофор по головній колії.

- Деякі ЗМІ в статтях про реконструкцію «Забутий Подвиг» вказували, що вузькоколійка занедбана[17]. Ймовірно, це пов'язано з тим, що більша частина колійного господарства заросла травою, що на ширококолійних залізницях відбувається лише там, де шлях покинутий.
- Сигналізація на вузькоколійці відсутня, але частково збереглися і силами музею були відновлені два вхідних світлофора, які працюють і можуть перемикатися вручну.
- Так як колії розраховувалися на провезення негабаритної торфовидобувної техніки, світлофори винесені від них приблизно на 3 метри.
- До 1994 року всі мотодрезини належали самій ВЗ, після цього їх стало активно розкуповувати і красти місцеве населення. До 2001 року у приватних власників знаходилося близько 20 дрезин. На даний час всі вони або не використовуються або продані на металобрухт, тому музей є єдиним власником мотодрезин на цій вузькоколійці.
- У період розквіту на торфопідприємстві діяло власне конструкторське бюро, результати роботи якого, після випробувань на Тесівській ВЗ, впроваджувалися на всіх торфовозних ВЗ СРСР. Також були майстерні для ремонту рухомого складу, куди крім місцевих привозили також і локомотиви з інших вузькоколійних залізниць. За цим параметром Тесівська ВЗ могла вважатися унікальною[18].